# Temorites sarsi
Temorites sarsi är en kräftdjursart som först beskrevs av K.R.E. Grice och Hülsemann 1967.  Temorites sarsi ingår i släktet Temorites och familjen Bathypontiidae. Inga underarter finns listade i Catalogue of Life.